# Tinoliodes benguetensis
Tinoliodes benguetensis är en fjärilsart som beskrevs av Alfred Ernest Wileman 1915. Tinoliodes benguetensis ingår i släktet Tinoliodes och familjen björnspinnare. Inga underarter finns listade i Catalogue of Life.